# 제갈현
제갈현(諸葛玄, ? ~ 197년)은 중국 후한 말기의 관료로, 낭야국 양도현(陽都縣) 사람이다. 태산승(泰山丞) 제갈규의 동생이자, 후한 멸망 후 동오·촉한에서 활약한 제갈근·제갈량 형제의 숙부이다.

## 행적
주술(周術)이 죽은 후 원술 또는 유표의 지원으로 예장태수가 되었다.
그러나 후한 조정에서는 주호를 예장태수로 부임시켰고, 주호는 양주자사 유요의 지원을 받아 군세를 이끌고 제갈현을 쳤다. 제갈현은 남창(南昌)에서 물러나 서성(西城)에 주둔했으나, 건안 2년(197년) 정월 서성 백성들이 반란을 일으켜 제갈현을 죽이고 그 목을 유요에게 보냈다.

## 같이 보기
- 삼국지 인물 목록